# Aimée-Olympe Desclée
Aimée Desclée est une actrice française née à Paris le 16 novembre 1836 et morte à Paris 10e le 9 mars 1874.

## Funérailles et sépulture
Ses funérailles ont lieu le 11 mars 1874 à l'église Saint-Laurent en présence d'« une foule considérable » selon Le Temps, dont les représentants de tous les théâtres parisiens. Plusieurs discours ont été prononcés sur sa tombe au cimetière du Père-Lachaise (70e division), : Montigny pour le théâtre du Gymnase, Alexandre Dumas, Eugène Moreau pour l'Association des auteurs dramatiques.
Le monument funéraire élevé à sa mémoire par Alexandre Dumas, Halévy, Meilhac et Montigny, est inauguré le 9 mars 1875. À l'origine, la stèle était surmontée d'un buste en bronze réalisé par Albert-Ernest Carrier-Belleuse représentant Aimée Desclée dans le rôle de Frou-Frou,. Dérobé en novembre 2006, puis retrouvé, le buste est dorénavant déposé à la Conservation du cimetière,.

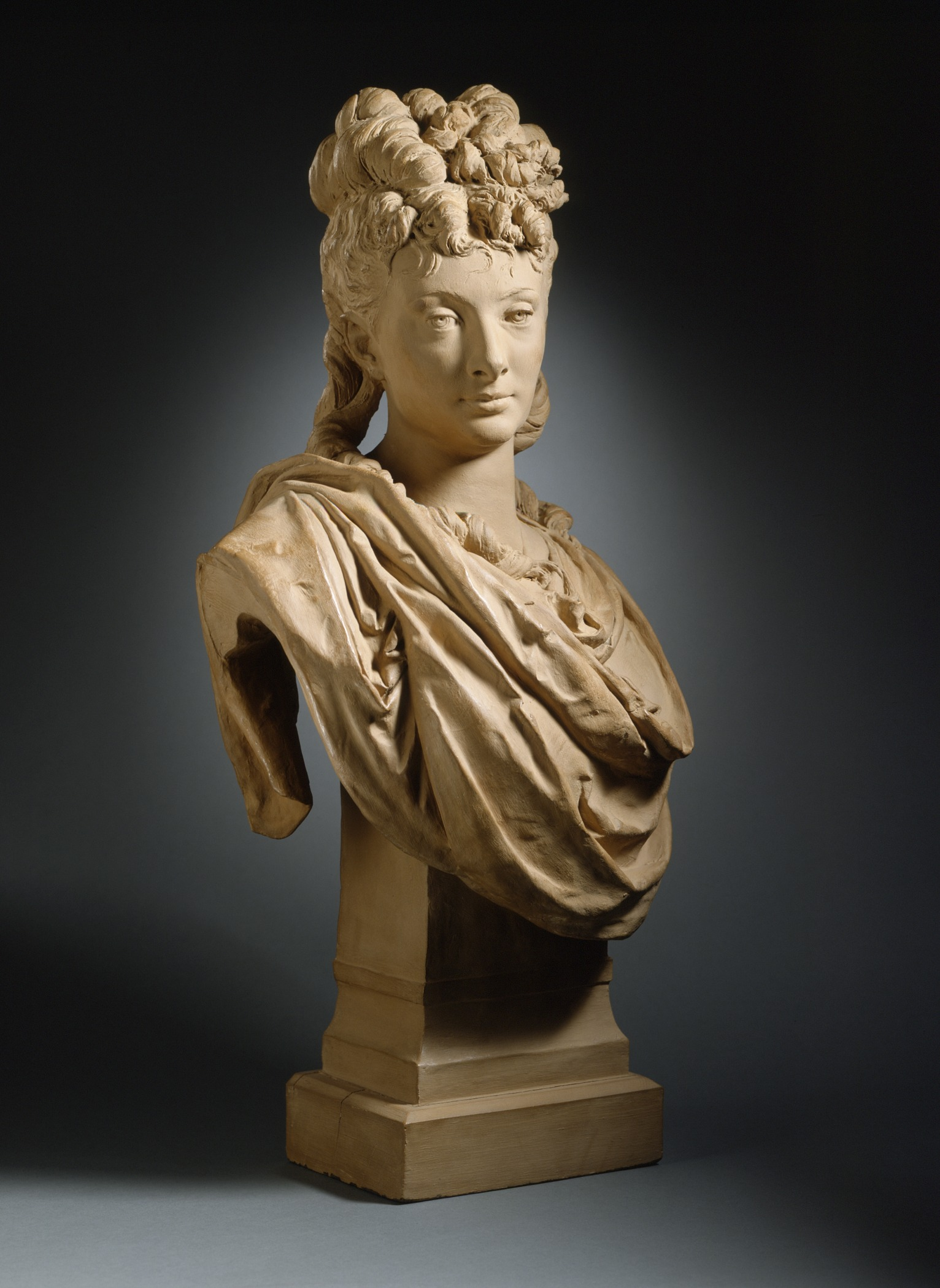
Albert-Ernest Carrier-Belleuse, Portrait de l'actrice Aimée-Olympe Desclée (1836-1874) (vers 1874), terre cuite, musée d'art du comté de Los Angeles.

## Sources
- Henry Lyonnet, Dictionnaire des comédiens français, Paris-Genève, 1902-1908, p.514-516.
- Obsèques d’Aimée Desclée, Le Petit journal du 12 mars 1874
- Anniversaire de la mort d'Aimée Desclée, le monument au Père-Lachaise, « Le Figaro » 10 mars 1875
- Inauguration du monument élevé à la mémoire d'Aimée Desclée au cimetière du Père-Lachaise, « Le Rappel » 11 mars 1875

## Iconographie
- Portrait photographique d'Aimée Desclée par Alphonse Liebert.
- Portrait gravé de Melle Desclée par Jean-Marie Fugère.
- Portrait de l'actrice Aimée-Olympe Desclée (1836-1874), vers 1874, buste en terre cuite par Albert-Ernest Carrier-Belleuse, Paris, musée Carnavalet. Un exemplaire en bronze ornait sa tombe.